# HMS Ark Royal (91)
Az HMS Ark Royal  (Királyi Bárka) a brit Royal Navy (Királyi Haditengerészet) nagyméretű, flotta repülőgép-hordozója volt, melyet a II. világháborúra való felkészülés jegyében, az 1934-es flottafejlesztési program (1934 build programme) keretében, 1935-ben kezdtek építeni. Fordulatos pályafutása és tragikus végzete miatt minden idők egyik leghíresebb brit hadihajójának tekinthető.

## Története
Az HMS Ark Royal volt a második brit repülőgép-hordozó a kisméretű HMS Hermes után, amelyet eleve repülőgép-hordozónak terveztek, építésénél felhasználták a korábbi, ilyen típusú brit egységekkel szerzett tapasztalatokat. A korábbi, nagyméretű brit flotta repülőgép-hordozók vagy csatacirkálók (HMS Furious, HMS Courageous, HMS Glorious) vagy csatahajók (HMS Eagle) átépítéséből születtek.
Az HMS Ark Royal a birkenheadi Cammell Laird hajógyárban épült.

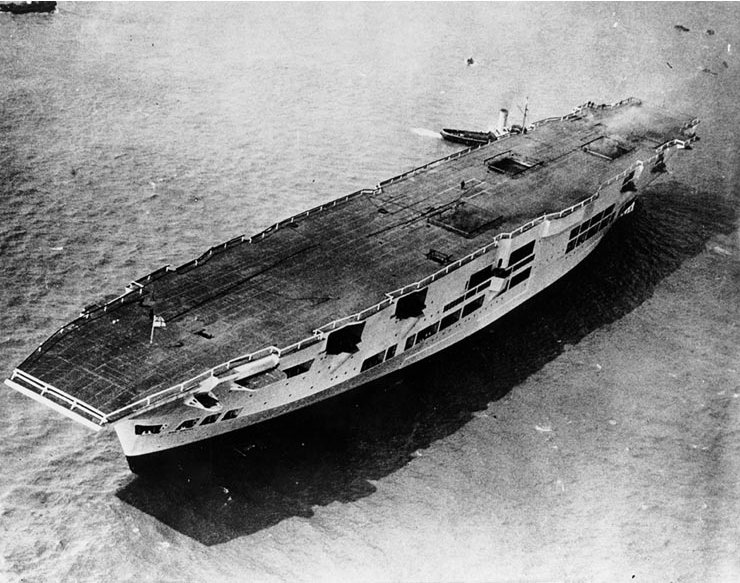
Az HMS Ark Royal vízre bocsátása 1937. április 13-án.

### Dizájn
A tervezők célja a repülőgépek minél könnyebb üzemeltetése, a dokkolási lehetőségek és a washingtoni és a londoni haditengerészeti egyezmények méretkorlátozásai miatt egy, a lehető legnagyobb felszállófedélzettel rendelkező, kétszintes hangárral ellátott, maximum 22 000 tonna körüli sztenderd vízkiszorítású egység megalkotása volt. Ennek érdekében a felszállófedélzet 240 méteres hosszával jóval túlnyúlt a vízvonalon mindössze 219,91 méteres hajótesten. A kétszintes hangárt elvben 72 db repülőgép befogadására tervezték, azonban a hajó a gyakorlatban csak maximum 60 db repülőgépet üzemeltetett. Az HMS Ark Royal volt az első nagyobb brit hadihajó, mely a hagyományos szegecselés helyett hegesztéssel épült, így jó 500 tonna súlymegtakarítást értek el.
A felszállófedélzet repülőgépek számára használható hossza 219,5 méter, maximális szélessége 29 méter volt. A felső hangár  hossza 173,1 méter, szélessége 18,3 méter, magassága pedig 4,9 méter. Az alsó hangár hossza 137,8 méter, szélessége 18,3 méter, magassága 4,9 méter. A hangárokat három lift szolgálta ki, két lift 13,7 x 6,7 méteres, a harmadik 13,7 x 7,6 méteres méretű volt. A felszállófedélzet elején kapott helyet a két katapult, melyek egy 5,4 tonnás repülőgépet 122 km/h sebességgel tudtak indítani.

#### Páncélzat
Az HMS Ark Royal cirkáló szintű páncélzatot kapott, vízvonalon a hajótest hosszának 45̬%-ára kiterjedő 114 mm maximális vastagságú, végein 76 mm-es keresztválaszfalakkal lezárt övpáncélzat oltalmazta, mely 4,08 méterre ért a vízvonal alá. Az övpáncélzat peremén egy a gépházak és lőszerraktárak fölött 89 mm maximális vastagságú páncélfedélzet feküdt, erre a páncélfedélzete került a kétszintes hangár, vagyis az alsó hangár padlóját ez a páncélfedélzet képezte, végül a felső hangár tetejére a felszállófedélzet. Vagyis a későbbi, összesen hat egységből álló Illustrious- (HMS Illustrious, HMS Victorious, HMS Formidable, HMS Indomitable) és Implacable-osztályú (HMS Implacable, HMS Indefatigable) brit "páncélos repülőgép-hordozókkal" ellentétben a felszállófedélzete és hangárjai páncélozatlanok maradtak. Az övpáncélzat, annak keresztválaszfalai és a páncélfedélzet alkották a központi, páncélozott citadellát. Az övpáncélzat mellett a torpedóvédelmet a hajótest kiöblösödő oldalkamrái (bulge) képezték, melyek feladata a torpedók és aknák robbanása erejének elnyelése, tompítása, kialakításra került továbbá egy 38 mm páncélvastagságú torpedófal is. Ennek a rendszernek elvben ki kellett bírnia 380 kg TNT rombolóerejét.

#### Fegyverzet
Az HMS Ark Royal a korábbi és kortárs brit és külföldi repülőgép-hordozókhoz képest rendkívül erős légvédelmi fegyverzetet kapott, ezen a téren felülmúlta az amerikai és japán hordozókat.
A nehéz légvédelmi fegyverzetet összesen 16 db, kettesével nyolc lövegtoronyba épített 114 mm L/45 QF Mk I löveg alkotta. A könnyű légvédelmi fegyverzete pályafutása végén 4 db (4 x 1) 47 mm L/40 3 fontos Hotchkiss Mk I gépágyúból, 32 db (4 x 8) 40 mm L/39 2 fontos QF Mk VIII gépágyúból, 32 db (8 x 4)  12.7 mm L/62 géppuskából állt.

### Repülőcsoport
Az HMS Ark Royal elvben 72 db, a gyakorlatban maximum 60 db, pályafutása végén 54 db repülőgépet üzemeltetett. A II. világháborúban fő csapásmérő típusa a Fairey Swordfish torpedóbombázó volt, szolgáltak még rajta modernebb Fairey Albacore torpedóbombázók, valamint Blackburn Skua zuhanóbombázók is. Előbb Gloster Gladiator és Blackburn Roc, majd Fairey Fulmar vadászrepülőgépek látták el a hordozó védelmét. Felderítő és kutató-mentő feladatokra Supermarine Walrus repülőcsónakok alkalmaztak. A II. világháború előtt fedélzetén Hawker Nimrod és Hawker Osprey vadászrepülőgépek szintén megfordultak. A repülőgépek számára 454 600 liter kerozint tároltak.

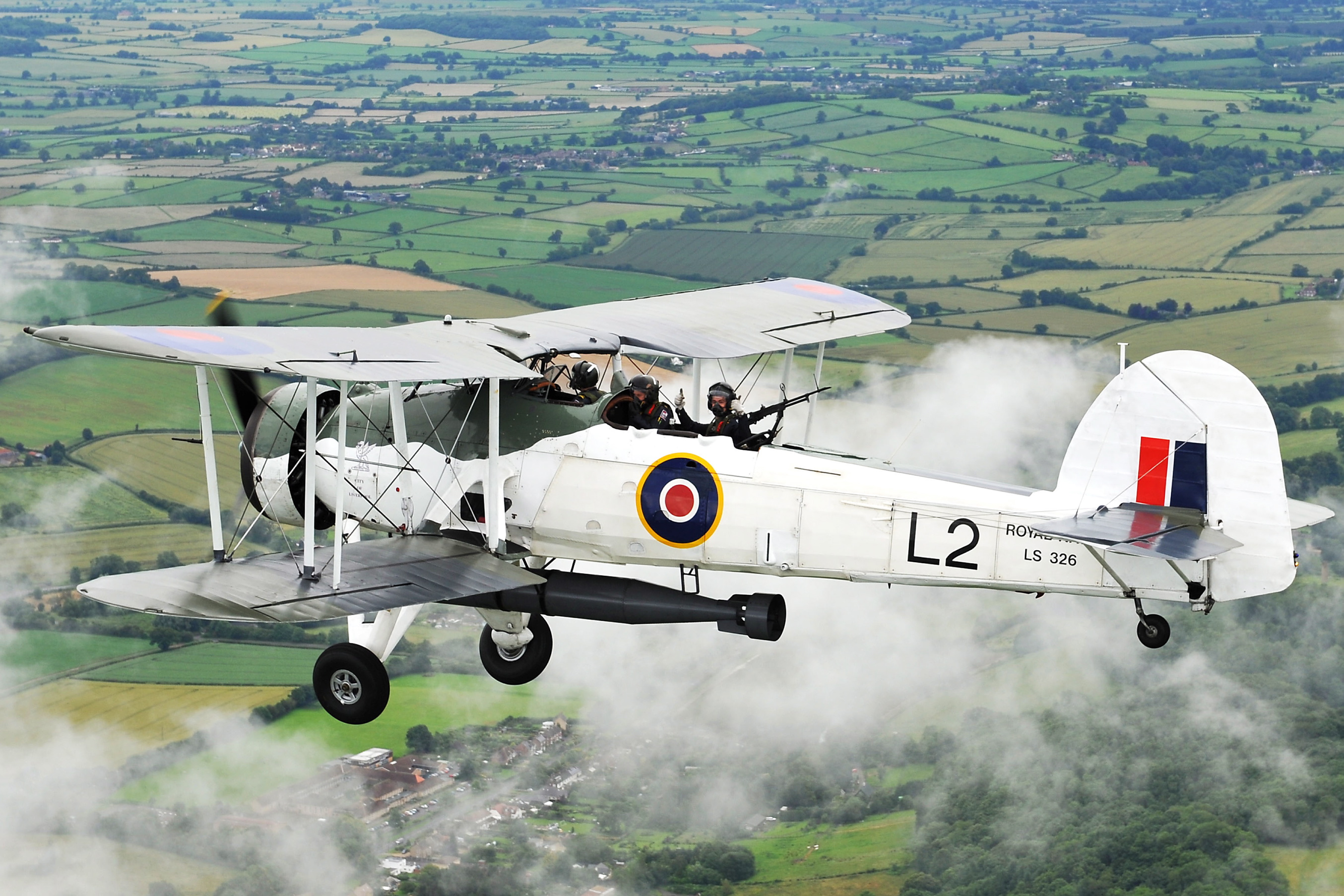
Fairey Swordfish torpedóbombázó
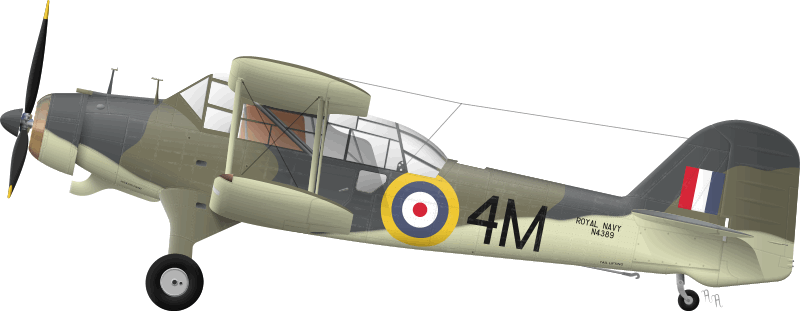
Fairey Albacore torpedóbombázó rajza
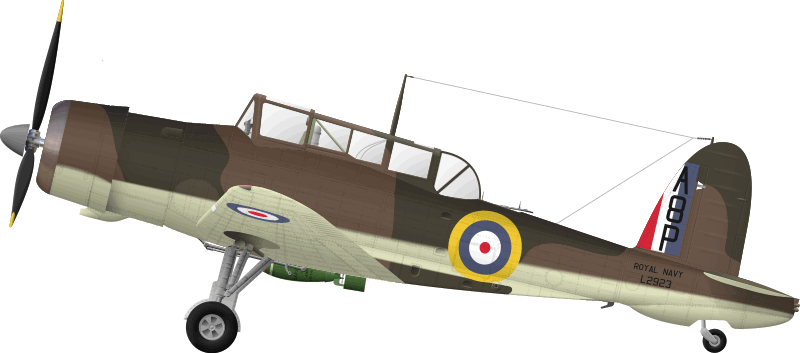
Blackburn Skua zuhanóbombázó rajza
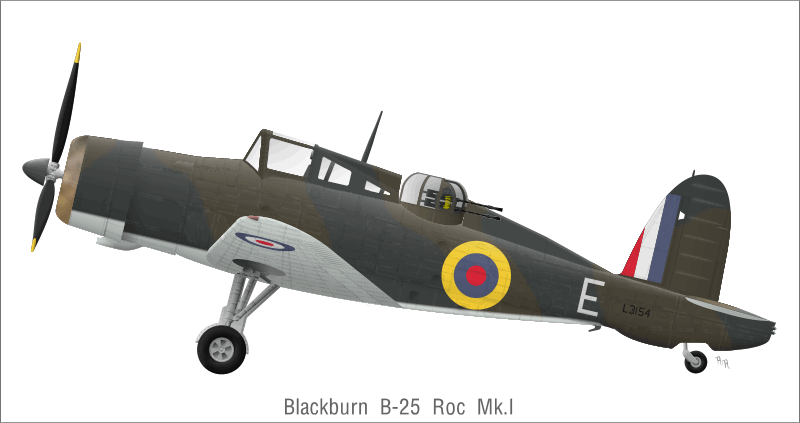
Blackburn Roc Mk.I géppuskatornyos vadászrepülőgép rajza
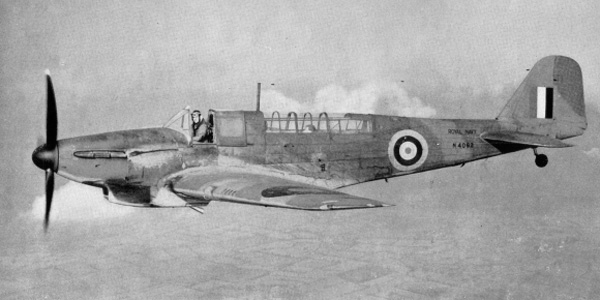
Fairey Fulmar Mk I vadászrepülőgép
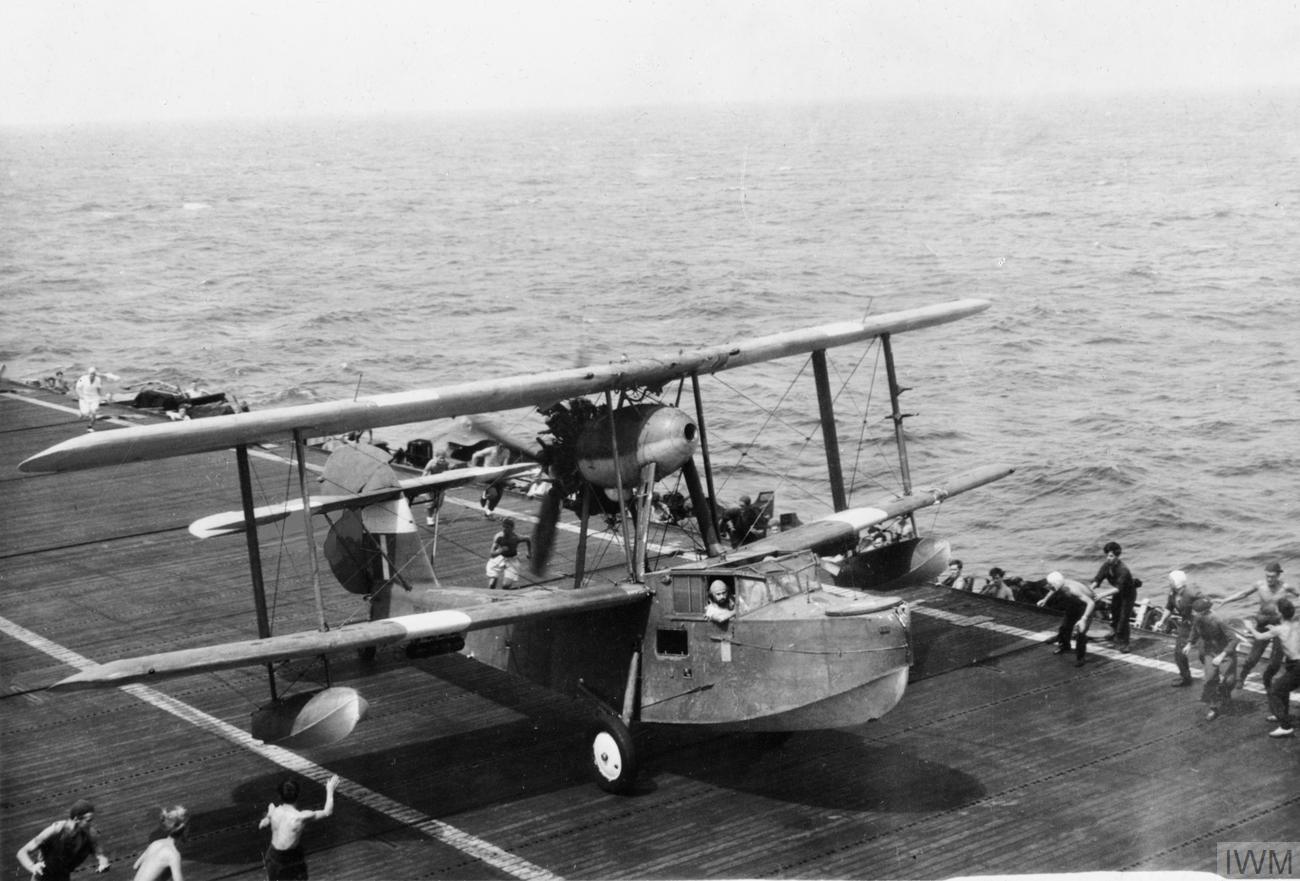
Supermarine Walrus repülőcsónak egy brit repülőgép-hordozó fedélzetén

### Pályafutása

#### A II. világháborúban
Mint a II. világháború kitörésekor a legmodernebb brit repülőgép-hordozónak számító egységet, az HMS Ark Royal-t rendkívül intenzíven vetették be a Royal Navy atlanti-óceáni, norvégiai és a földközi-tengeri flottaműveleteinek támogatására. Az HMS Ark Royal 1940 júniusától 1941 novemberéig a gibraltári támaszpontú Force H (H-erő) nevű flottakötelék tagja volt, ekkor leggyakrabban közvetlenül a 32 000 tonnás HMS Renown csatacirkálóval és a 9100 tonnás HMS Sheffield könnyűcirkálóval működött együtt.

Az HMS Ark Royal olasz légitámadás alatt a Spartivento-foknál vívott csata során
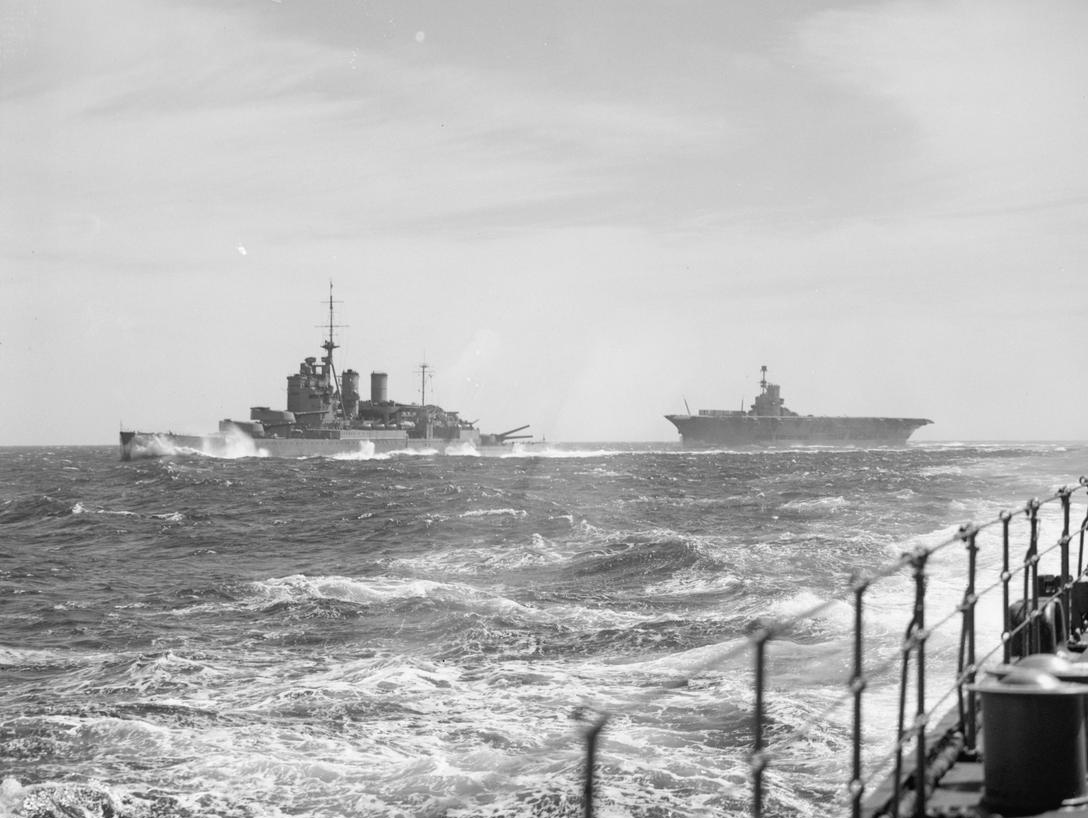
Az HMS Ark Royal a 32 000 tonnás HMS Renown csatacirkáló társaságában
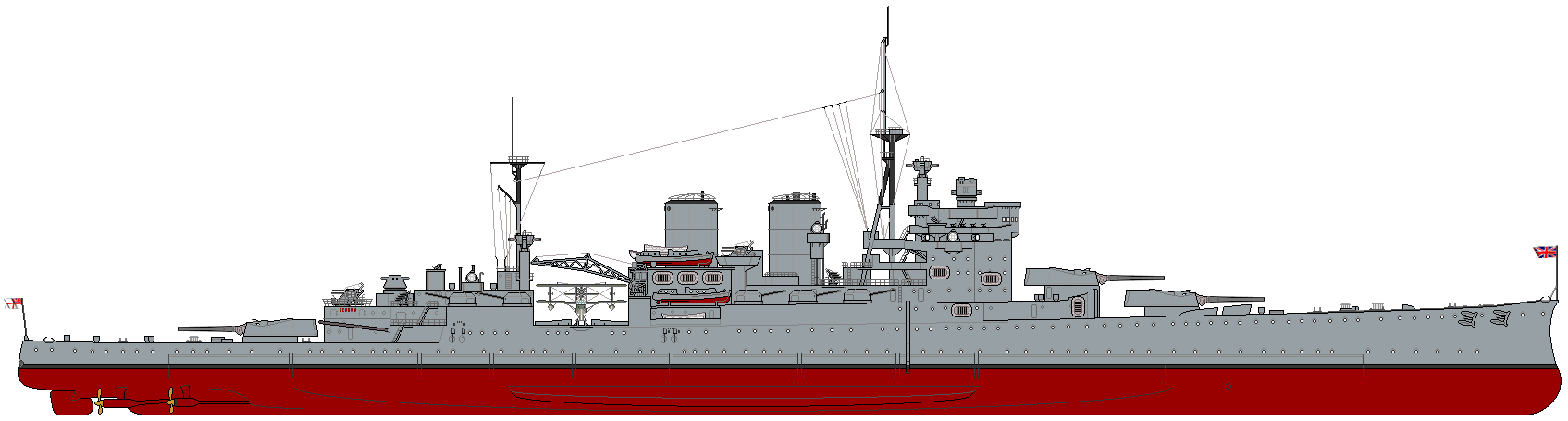
Az HMS Renown brit csatacirkáló jellegrajza
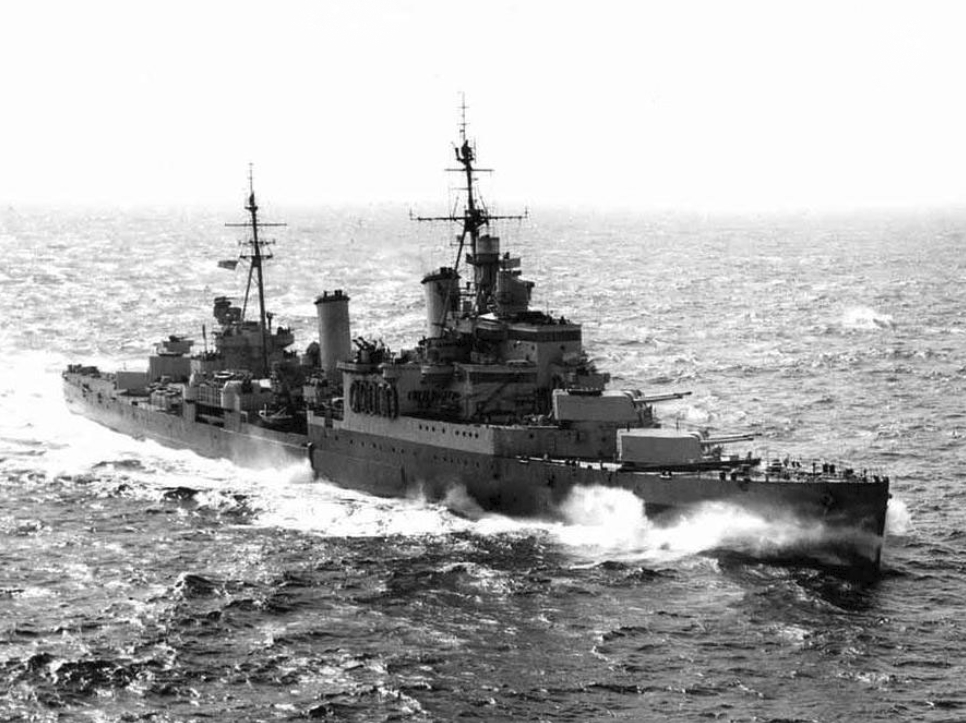
Az HMS Sheffield nagyméretű könnyűcirkáló

#### Elsüllyesztése
Az HMS Ark Royal elsüllyesztése
Az HMS Ark Royal 1941. november 13-án Máltáról gibraltári támaszpontjára hazatérőben egyetlen torpedótalálatot kapott a német U81 tengeralattjárótól, a kárelhárítás során kapitánya rendkívül súlyos szakmai hibákat vétett, a repülőgép-hordozó 14 órával a támadás után elsüllyedt.

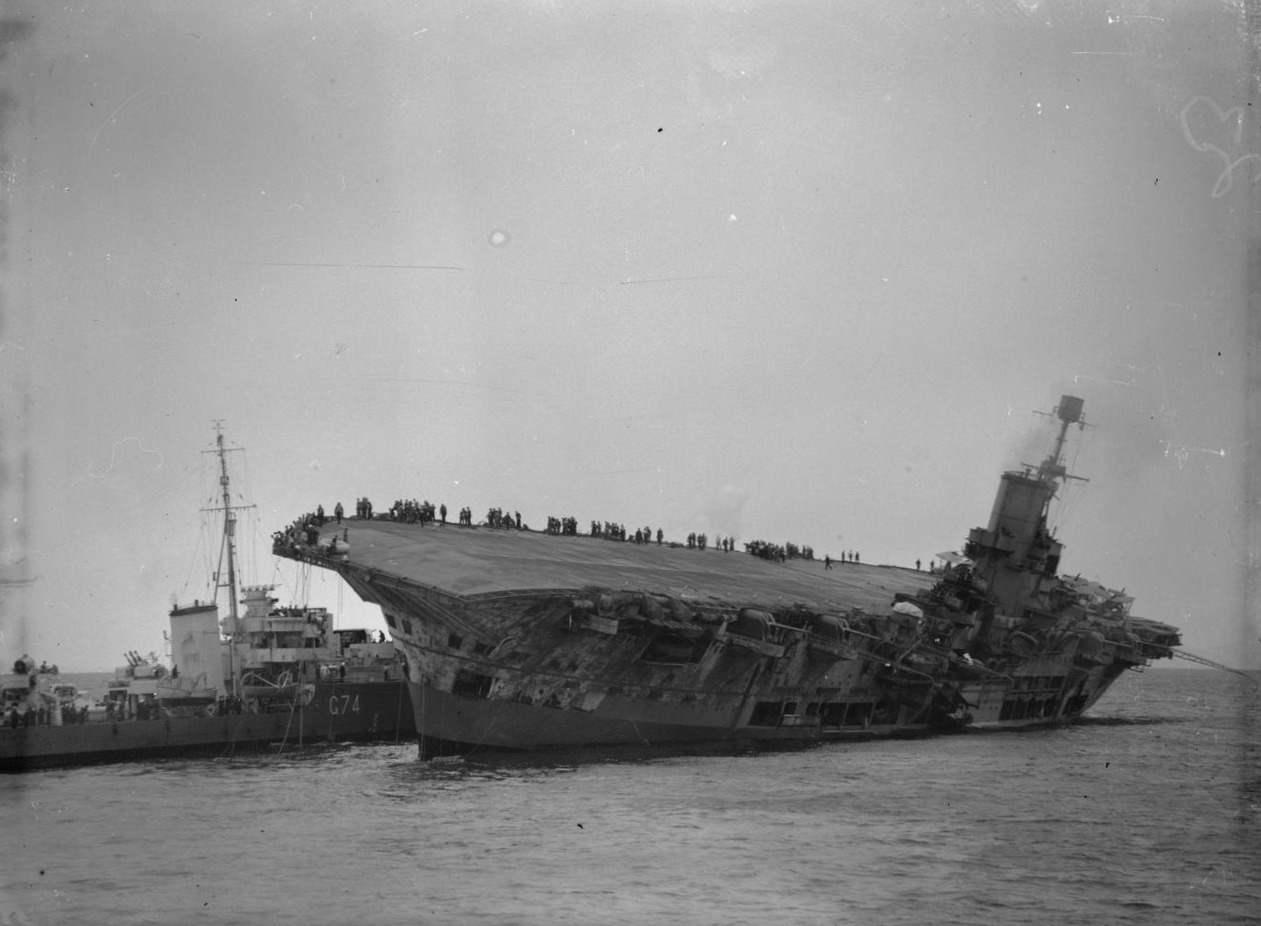
A süllyedő HMS Ark Royal, mellette az HMS Legion romboló
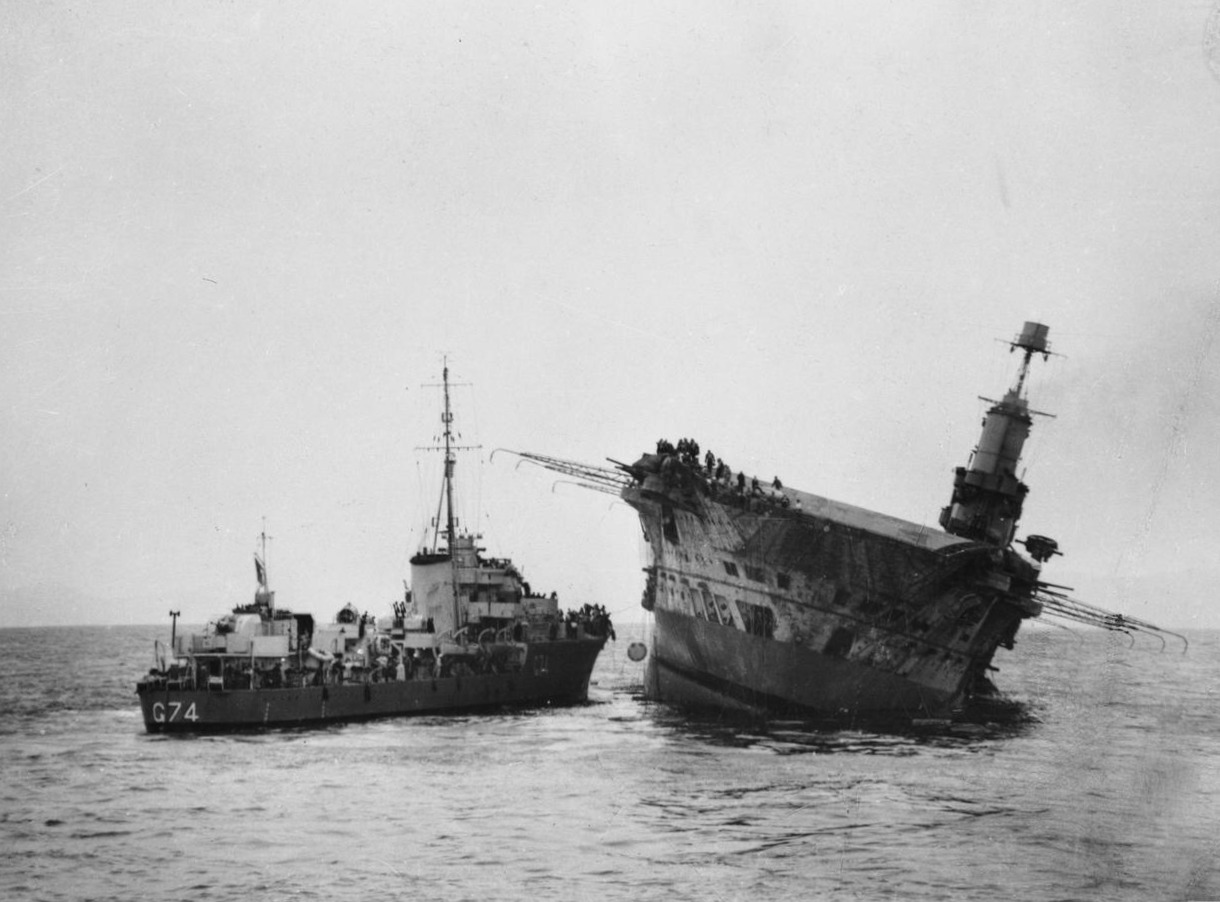
A süllyedő HMS Ark Royal és az HMS Legion romboló
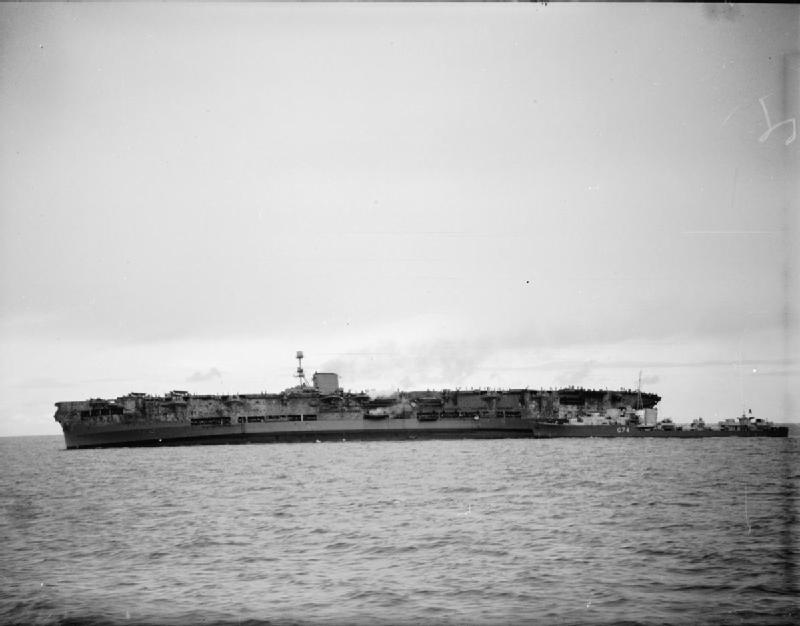
A süllyedő HMS Ark Royal és az HMS Legion romboló

## Galéria

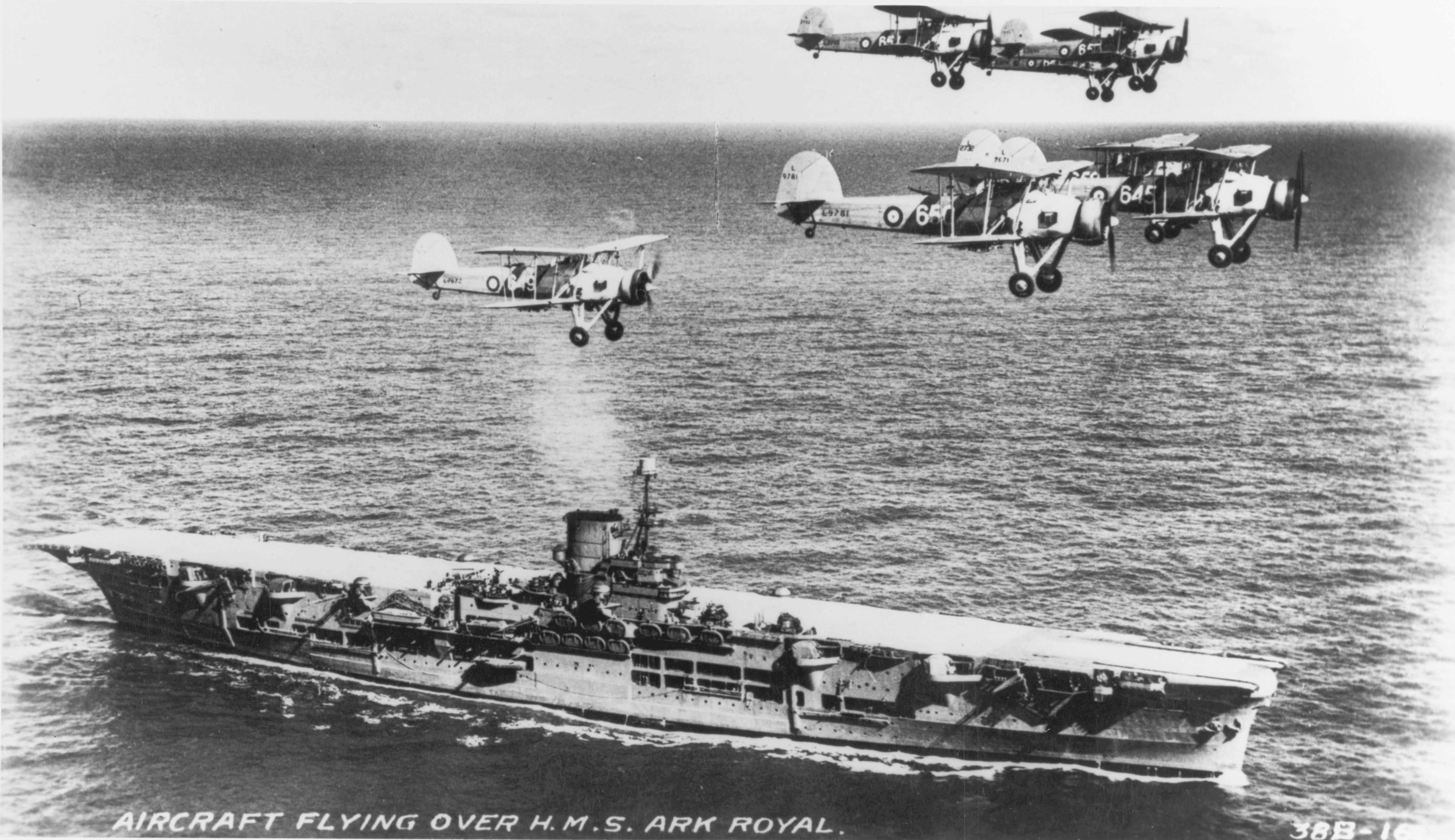
Az HMS Ark Royal 1939-ben, Fairey Swordfish torpedóbombázói társaságában
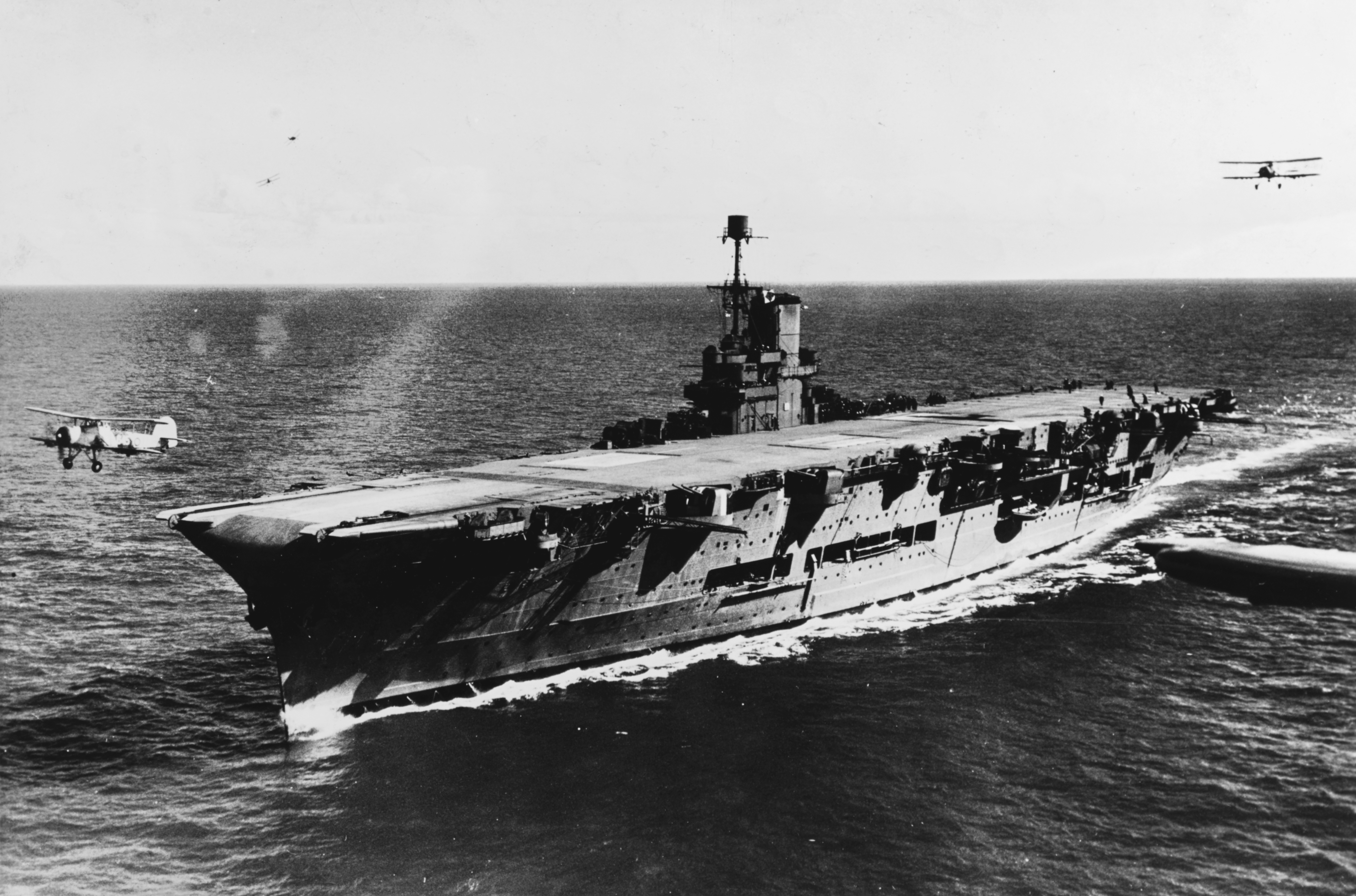
Az HMS Ark Royal a nyílt tengeren, két Fairey Swordfish torpedóbombázó kíséretében
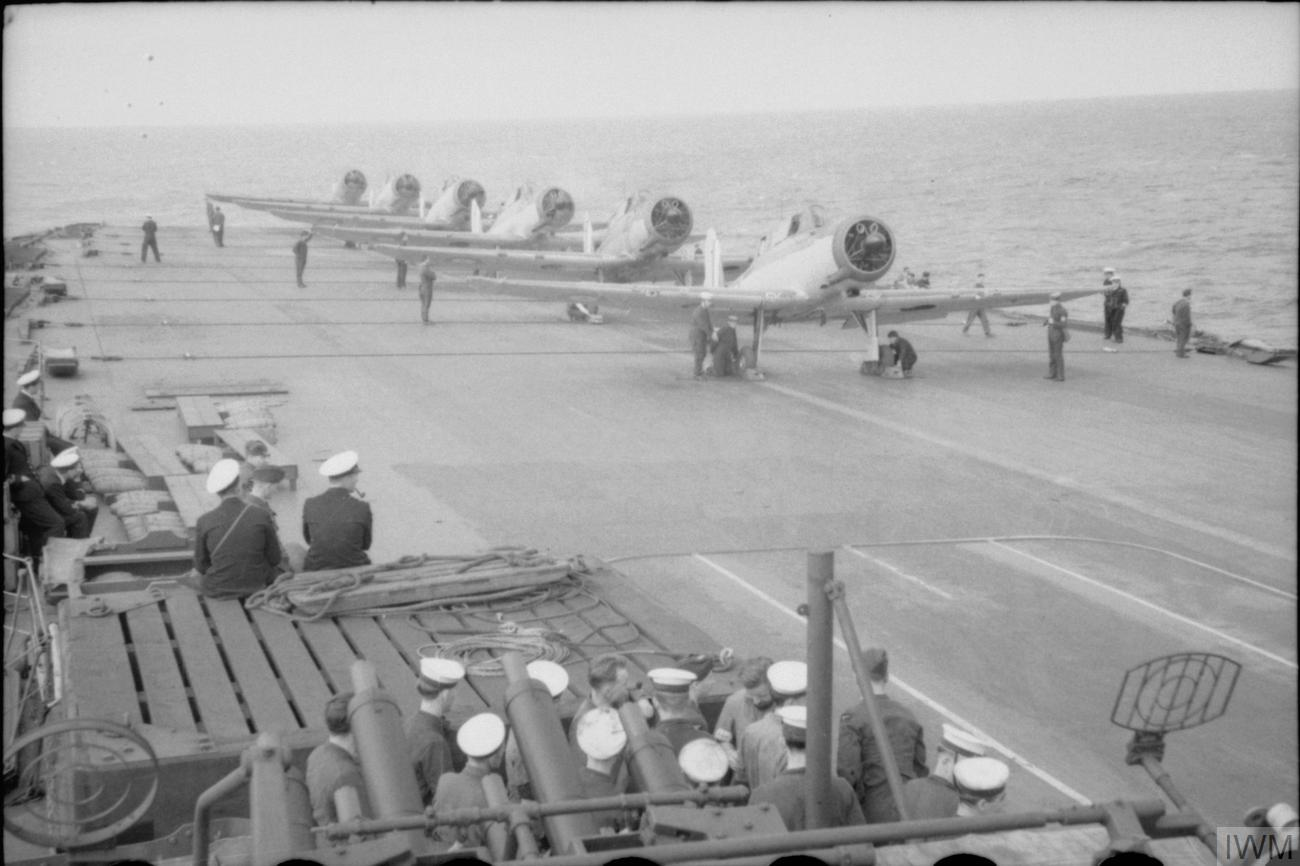
Blackburn Skua zuhanóbombázók az HMS Ark Royal fedélzetén
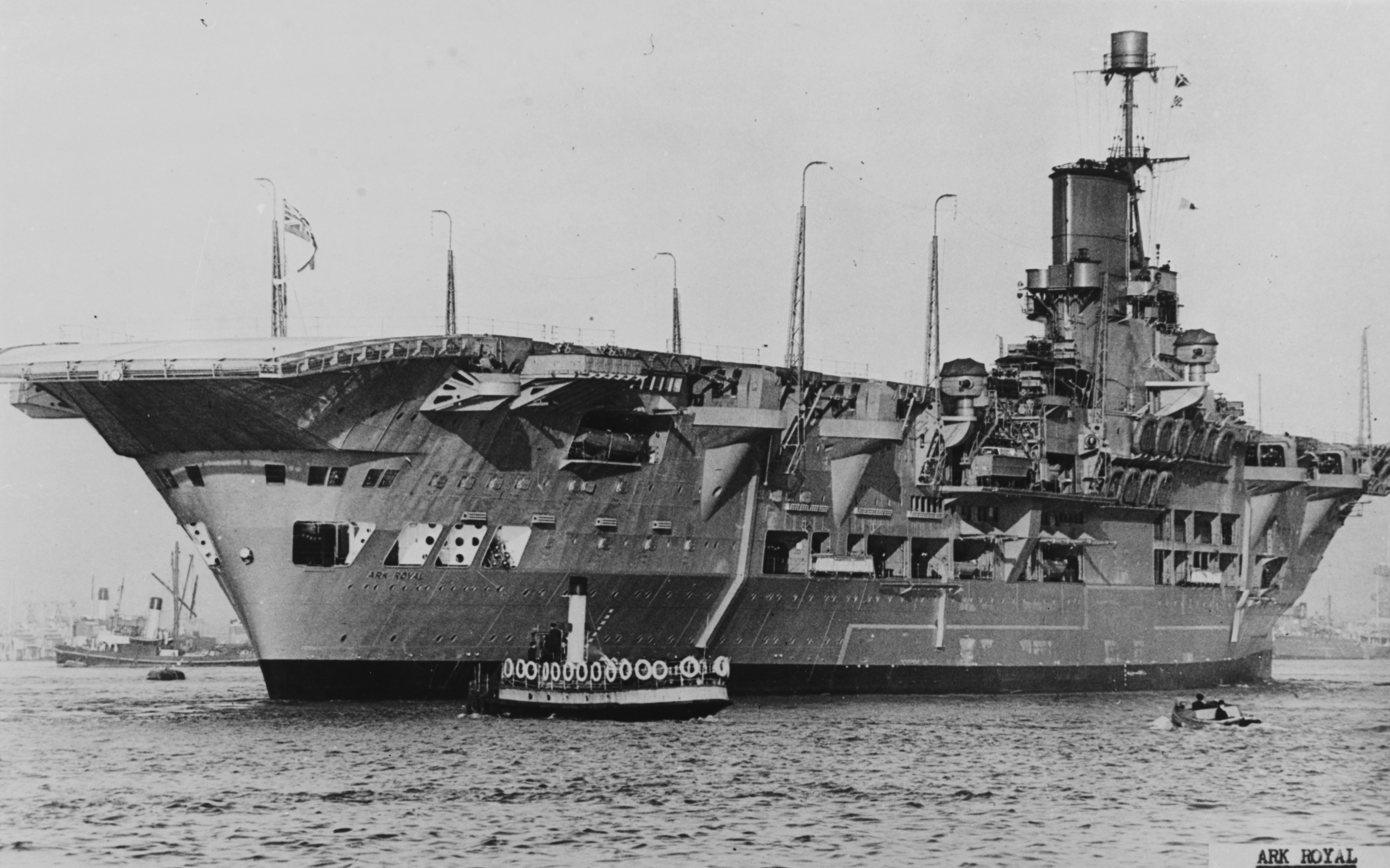
Az HMS Ark Royal hajóteste a tat felől nézve; jól megfigyelhető a nagy, 17,1 méteres szabad oldalmagassága